# هاینتس هارتمان

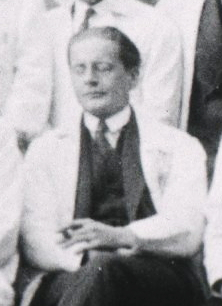
هاینتس هارتمان

هاینتس هارتمان (۴ نوامبر ۱۸۹۴ در وین، اتریش-مجارستان - ۱۷ مه ۱۹۷۰ در استونی پوینت، نیویورک) روانپزشک و روانکاو بود. او به عنوان یکی از بنیان‌گذاران و نمایندگان اصلی روانشناسی نفس شناخته شده‌است. نظریه‌پردازی که موفق شد با جهشی سرنوشت‌ساز از شیوه‌های دفاعی «من» فراتر رود.

## زندگی‌نامه
هارتمان در سال ۱۸۹۴ در شهر وین متولد شد. در کودکی بدون دین و ایمان دینی بزرگ شد. از کودکی در محیطی بزرگ شد که هنر در آن گوهر و خمیرمایهٔ زندگی بود. موسیقی‌دان زبردستی شد و به دلیل آشنایی با دوستان سرشناس پدر و مادرش از کودکی آموخت که مفتون شهرت اجتماعی نشود و دنبال چنین آوازه‌ای برای خودش نرود. هارتمان همواره به موضوعات بسیاری از خود علاقه نشان می‌داد. با این‌که روانپزشکی را پیشهٔ خود کرده بود ولی در بهار ۱۹۱۸ در کلاس‌های درس ماکس وبر در دانشگاه وین حاضر می‌شد و در نوشته‌های بعدی خود بارها به وبر به عنوان راهنمای خویش در روش‌شناسی اشاره کرده‌است. چند سال بعد وقتی پدرش سفیر بود مدتی را در سفارت‌خانه مشغول به خدمت شد و از نزدیک با سیاست روبرو شد. او با فیلسوفان حلقه وین نیز همواره در ارتباط بود و از این حیث در میان روانکاوان اتریشی یگانه بود. حتی به عنوان روانپزشک هیچ‌گاه خود را تنها به یک شاخه یا مکتب محدود نمی‌کرد.
هارتمان کار خود را با سرپرستی متخصصان بالینیِ محافظه‌کار و آزمایش‌گر شروع کرد و بعداً در اواسط دههٔ ۱۹۲۰ بود که به‌طور آموزشی تحت روانکاوی قرار گرفت و به این رشته روی آورد. او مقاله‌ای دربارهٔ اعتبار آزمایشی نظریهٔ فروید منتشر کرد که تأثیر گسترده‌ای داشت و بعد به نگارش کتابی دربارهٔ بنیادهای روانکاوی پرداخت که در ۱۹۲۷ منتشر شد. چون در روان‌شناسی آموزش درستی دیده بود و از مطالعات دقیق در روانکاوی بهره برده بود و در عین حال تجربیات متنوع بالینی داشت و علاقه‌ای خاص به هنرها و علوم اجتماعی و مسائل همگانی داشت از همان دوران جوانی از احترام خاصی برخوردار بود. همین احترام و توجه بود که باعث شد تا در چهل سالگی هارتمان، بنیان‌گذار روانکاوی، فروید، شخصاً از او بخواهد تا با خودش تحت دومین روانکاوی آموزشی قرار بگیرد. دورهٔ کار با فروید برای هارتمان تنها با آموزش بیشتر و تفکر گذشت و هیچ کتابی در این دوره منتشر نکرد. این دورهٔ گرایش به درون، با قرائت مقالهٔ «روان‌شناسی من، مشکل سازگاری» در حضور جمع در ۱۹۳۷ به پایان رسید. این مقاله رفته‌رفته تأثیرگذارترین نوشته‌ای شد که پس از فروید نوشته شده بود.
با الحاق اتریش به آلمان، هارتمان نیز همانند فروید و دخترش آنا فروید که هارتمان در روانشناسی «من» از او تأثیر گرفته بود، مجبور به ترک وین شد و سه سال را در پاریس و سوئیس گذراند تا در ۱۹۴۱ به نیویورک رفت. در نیویورک مطب دایر و همزمان به پژوهش‌های نظری پرداخت. هارتمان در نهضت جهانی روان‌کاوی موقعیت درخشانی به دست آورده بود و دوستان و ستایندگان بسیاری داشت اما برعکس اریک فروم در نزد عموم گمنام بود و حلقهٔ مخاطبانش از جمع روان‌کاوان جلوتر نمی‌رفت. در سال‌های پنجاه تا پنجاه و پنج سالگی قوای تألیف و ترکیب او به اوج رسیده بود و در حدود ۱۹۵۰ با همکاری ارنست کریس و رودلف لو وِنشتاین به انتشار گروهی از مقالات پرداخت که مجموعاً تشکیل‌دهندهٔ اساس نظری روان‌شناسی «من» است. خطابه‌ای که او در ۱۹۵۹ در زمینهٔ روانکاوی و اخلاق ایراد کرد و بعد در ۱۹۶۰ به شکل مشروح‌تری به چاپ رساند آخرین نوشتهٔ مفصل او بود. هارتمان بعد از سه دهه زندگی در آمریکا در ۱۹۷۰ وفات یافت.

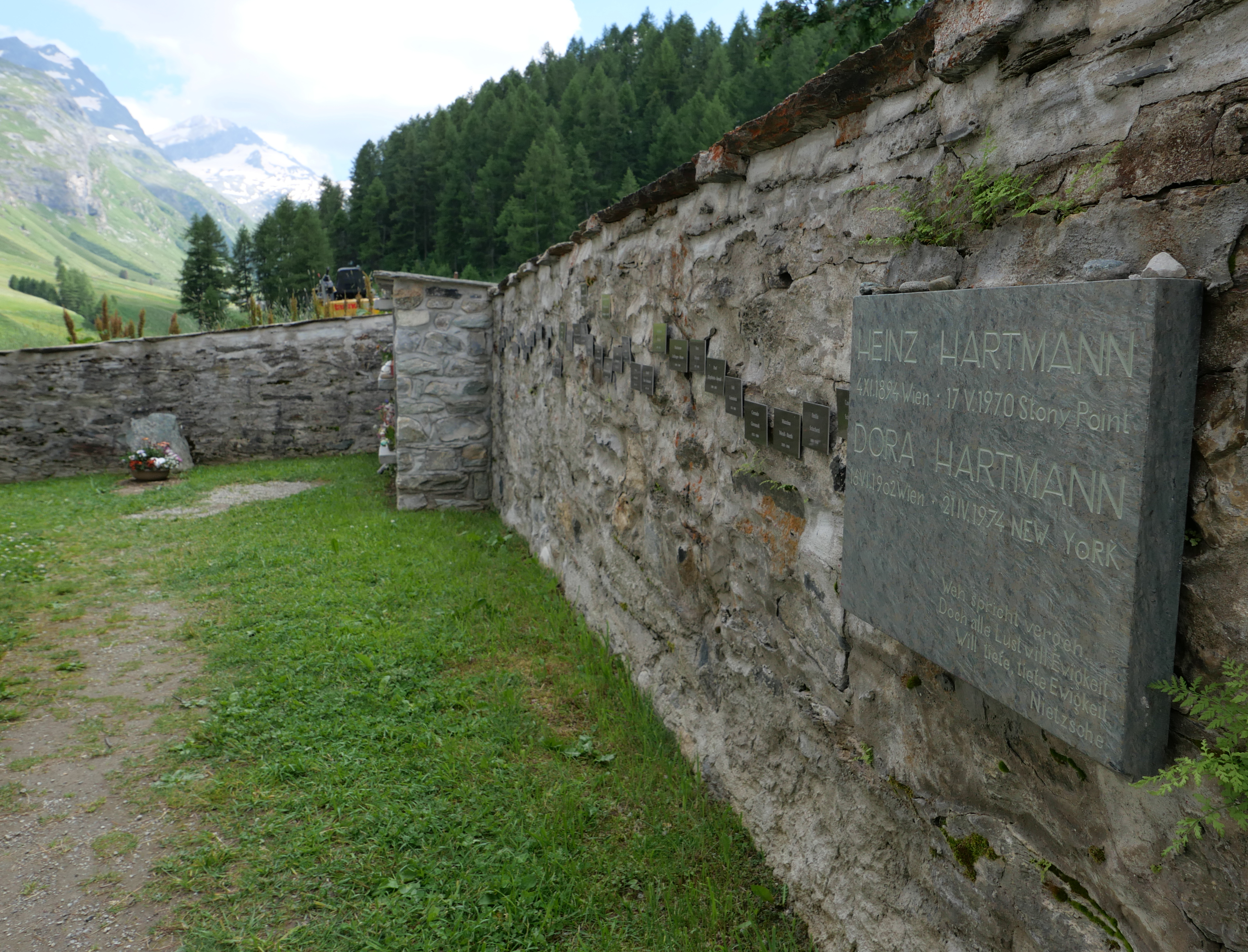
قبر در سال 2024 با دره فکس در پس زمینه.

بقایای فانی هارتمن در گورستان نمازخانه قرن پانزدهمی فکس-کراستا در وال فکس، که بخشی از شهرداری سیلسزیلس، روستایی در کانتون گرابوندن سوئیس است، به خاک سپرده شد. همسرش دوروتیا «دورا»، خواهرزاده کارپلوس (1902-1974) - که یک روانکاو آمریکایی-آمریکایی و اتریشی الاصل نیز بود - آخرین جایگاه خود را در کنار او یافت. سنگ قبر نقل قولی از رمان «چنین گفت زرتشت» اثر فیلسوف آلمانی فردریش نیچه است که در دهه 1880 چند تابستان را در سیلس گذراند:
„Weh spricht vergeh / Doch alle Lust will Ewigkeit / Will tiefe, tiefe Ewigkeit“
 [ وای می گوید برو / اما همه لذت ها ابدیت می خواهند / ابدیت عمیق و عمیق می خواهند]